# Luna de Xelajú
Luna de Xelajú es un popular vals-canción de Guatemala, compuesto en 1944 por Paco Pérez (1917-1951), cantante nacido en Huehuetenango; con esta canción, Pérez ganó el tercer lugar en un concurso de canto a nivel nacional, realizado ese mismo año en el Teatro Capital de la ciudad de Guatemala.
 
Luna de Xelajú originalmente fue creada para ser interpretada en la marimba; sin embargo, ha sido interpretada por diversos artistas en cualquier otro instrumento, como flauta, saxofón, guitarra y piano.

## Origen
Xelajú es el nombre utilizado por la etnia k'iche' para la ciudad guatemalteca de Quetzaltenango. La canción fue dedicada a Eugenia Cohen Alcahé, una joven mujer de origen judío y de la alta sociedad de Quetzaltenango, alrededor de los años 1940.

## Versiones
Todas las grandes orquestas de marimba en Guatemala la han tocado con gran éxito. Tal vez una de las versiones populares más recientes se encuentra en el disco Valses Inolvidables de Guatemala de la Orquesta Millennium de Guatemala y dirigida por el Maestro Dieter Lehnhoff.
A pesar de que es común que sólo se interprete instrumentalmente ya sea en marimba, piano o conjunto instrumental, la canción tiene letra y a menudo se canta a coro.
Luna de Xelajú también fue grabada por el Grupo Abracadabra, cuyos integrantes conocieron la canción en una gira que hicieron a Guatemala y decidieron interpretarla.
Muchos artistas a nivel mundial han interpretado de una u otra manera esta canción, entre los que están: el David, Blanco & Negro, Grupo Rana, Grupo Kalua, El Trío los Dandis de México, Gustavo Adolfo Palma, Pepe Aguilar, Lola Beltrán, K-paz de la Sierra, Carlos Peña, Gaby Moreno, Julio Iglesias, La Estudiantina de la Universidad de Guanajuato (México), Ray Coniff, Malacates Trébol Shop, el organista Juan Torres, entre otros. Es pieza infaltable en los conciertos de marimba, y porra preferida de los aficionados del CSD Xelajú Mario Camposeco equipo de fútbol de la ciudad de Quetzaltenango.

## Letra (original de 1944)
LETRA INCOMPLETA: https://web.archive.org/web/20190121123430/https://delemp.com/blog/luna-de-xelaju-letra-paco-perez/
Luna gardenia de plata,
Que en mi serenata,
Te vuelves canción,
Tú que me viste cantando, 
me ves hoy llorando,
Mi desilusión.
Calles bañadas de luna,
Que fueron la cuna de mi juventud,
Vengo a cantarle a mi amada,
La luna plateada de mi Xelajú.
Luna de Xelajú
Que supiste alumbrar,
En mis noches de pena,
Por una morena de dulce mirar,
Luna de Xelajú,
Me diste inspiración,
La canción que hoy te canto,
Regada con llanto de mi corazón.
En mi vida no habrá,
Más cariño que tú, mi amor,
Porque no eres ingrata,
Mi luna de plata,
Luna de Xelajú,
Luna que me alumbró,
En mis noches de amor,
Y hoy consuelas mi pena,
Por una morena que me abandonó.